# معموله (مقاطعة دلفان)
معموله (بالفارسية: معموله) هي قرية تقع في قسم كاكاوند الشرقي الريفي (مقاطعة دلفان) في إيران. يقدر عدد سكانها بـ 47 نسمة بحسب إحصاء 2016.